# 乘客

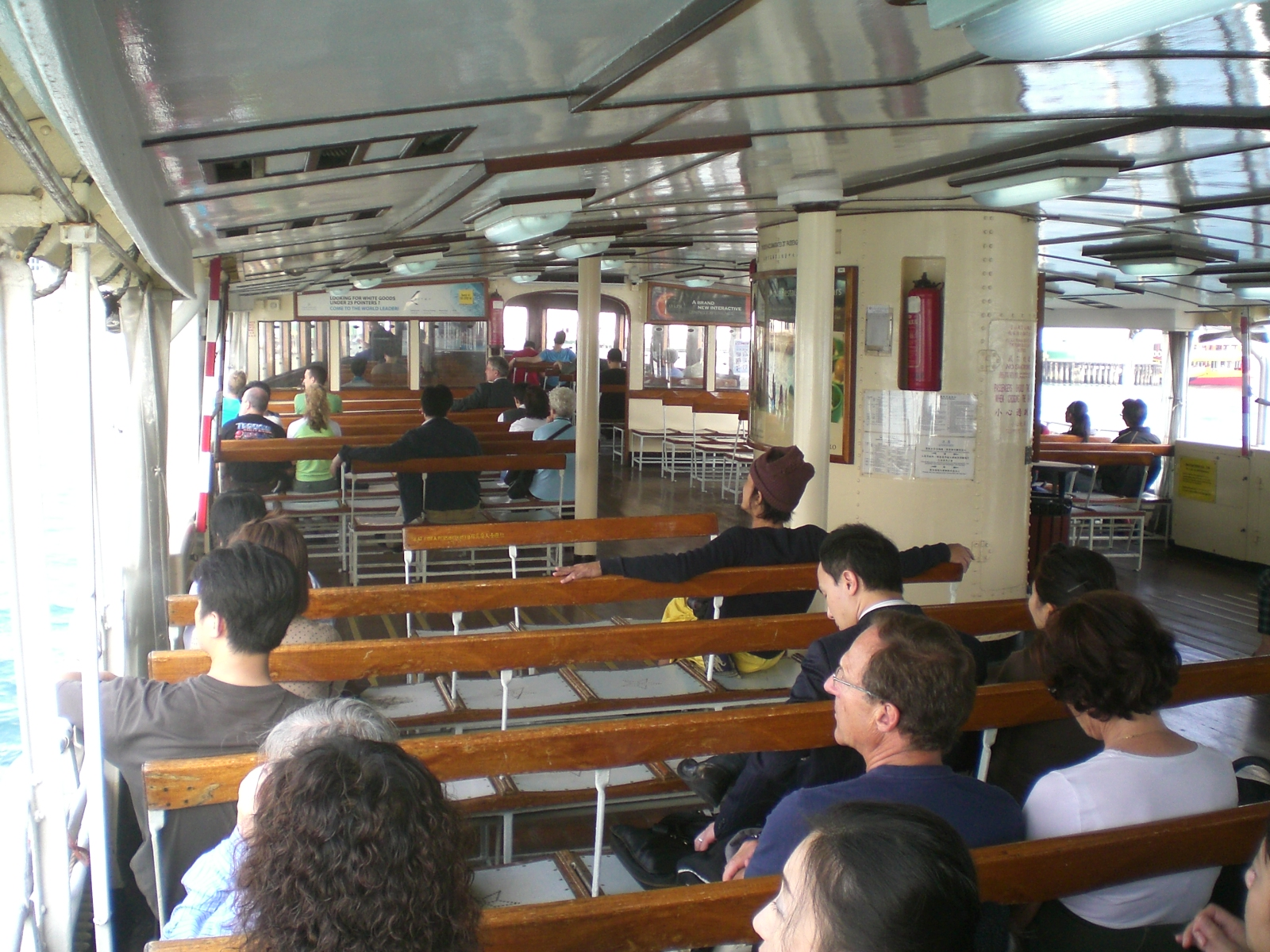
天星小轮上的乘客

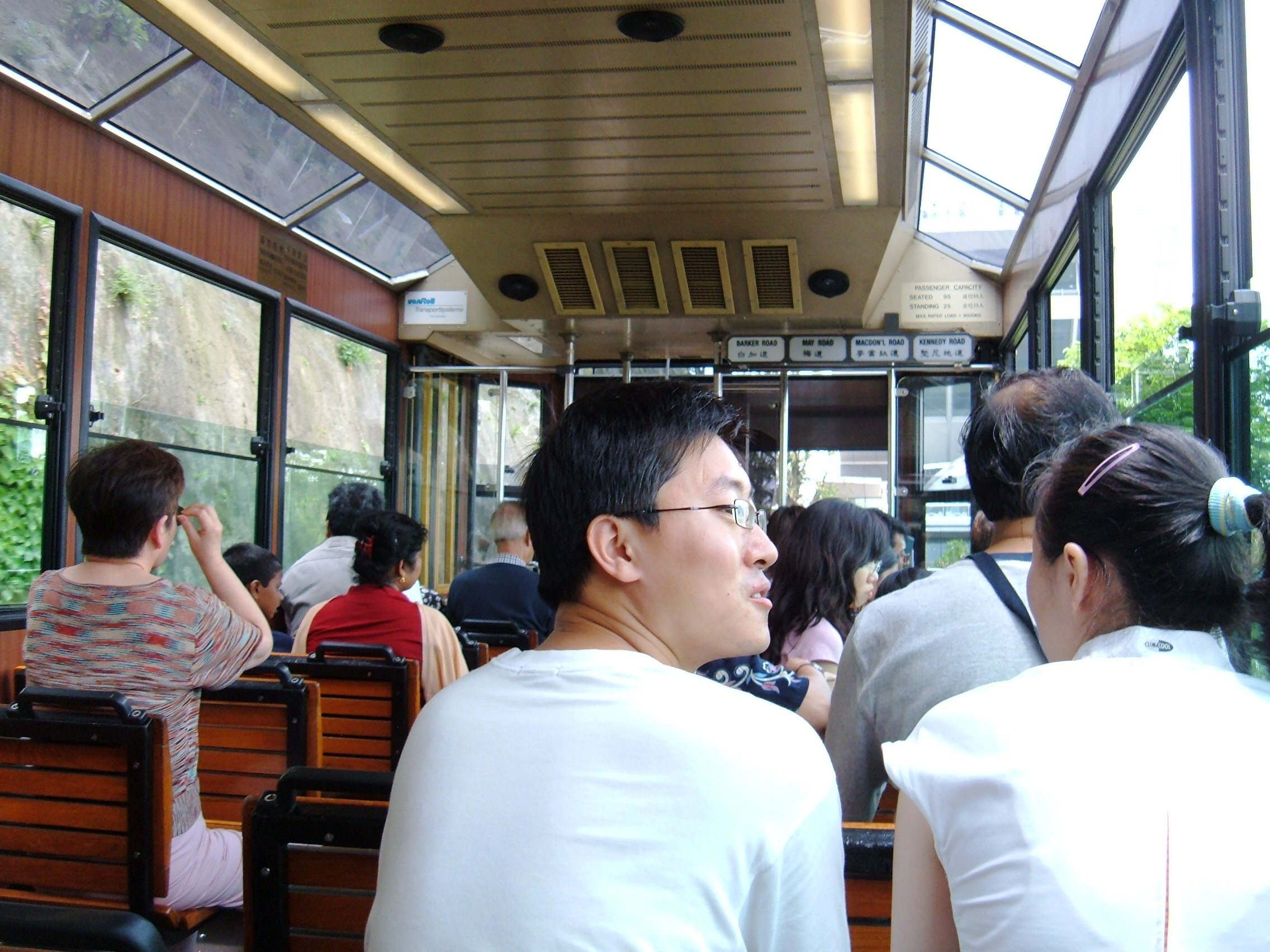
山頂纜車上的乘客

乘客（英語：Passenger）是乘搭交通工具的人，通常指司機、乘務員以外的人，他們有時又稱為顧客，例如摩天輪的乘客。
乘客光顧各有不同因由，例如遊樂場機動遊戲的乘客。

## 参看
- 安全帶
- 渡輪
- 郵輪
- 升降機